# Lubrza (Opole)
Lubrza is een dorp in het Poolse woiwodschap Opole, in het district Prudnicki. De plaats maakt deel uit van de gemeente Lubrza.

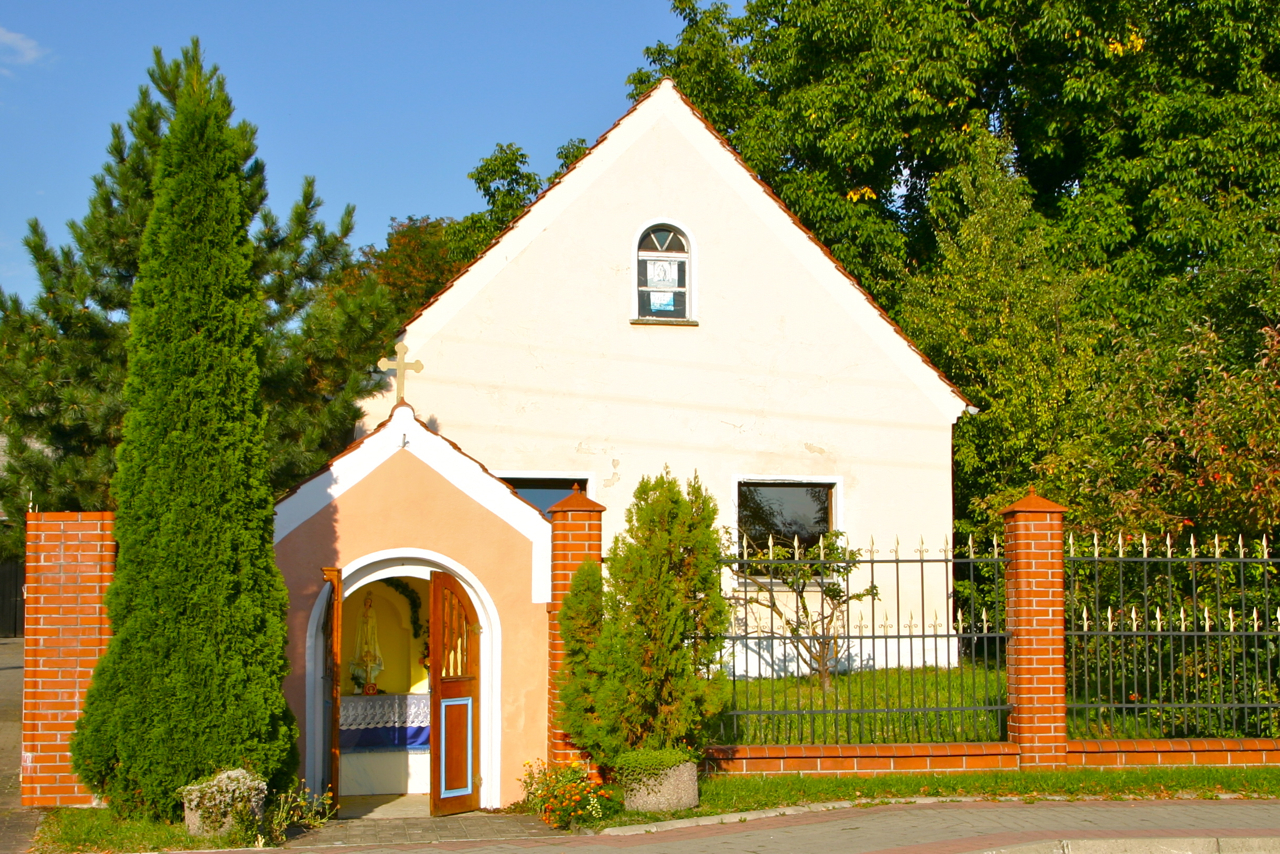
Huizen in Lubrza
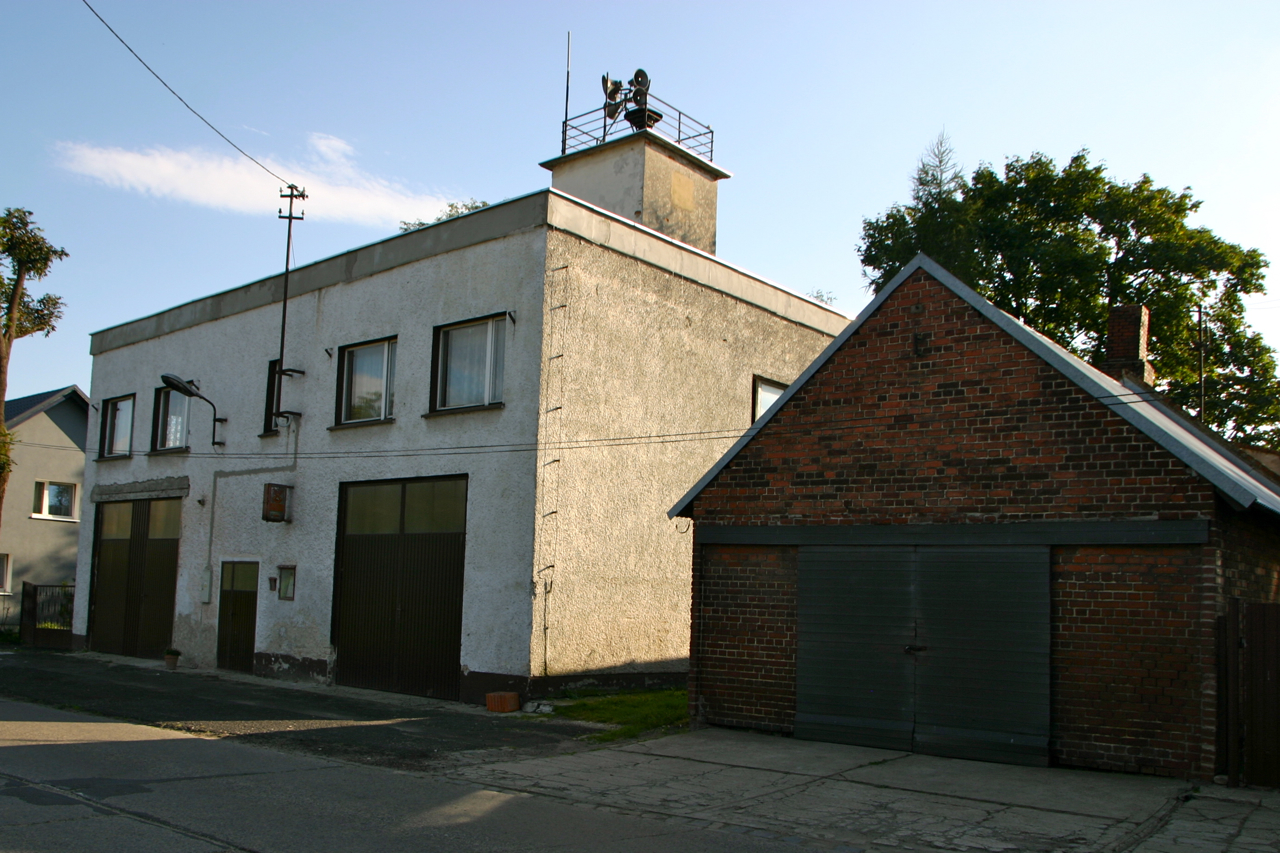
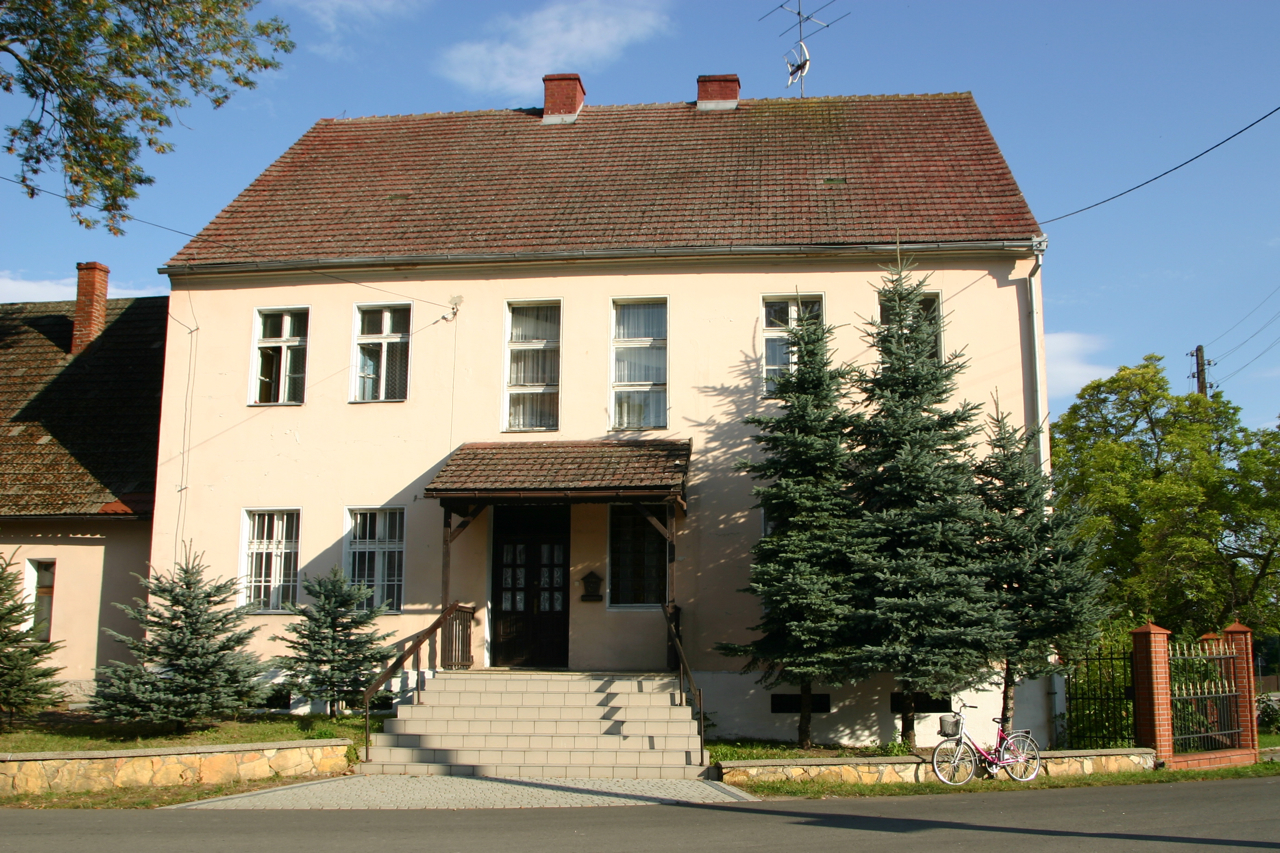

## Verkeer en vervoer
- Station Lubrza